# Siseme militaris
Siseme militaris is een vlindersoort uit de familie van de prachtvlinders (Riodinidae), onderfamilie Riodininae.
Siseme militaris werd in 1874 beschreven door Hopffer.